# Sharurah
Sharurah (en arabe : شرورة) est une petite ville de la province de Najran, dans le sud ouest de l'Arabie Saoudite, à environ 200 miles à l'est de la ville de Najran, au bord du Rub al-Khali, près de la frontière yéménite, et fonctionne principalement comme ville frontalière. 
Elle est desservie par le Sharurah Domestic Airport, un petit aéroport relié à Riyad, Djeddah et Abha.